# Space Bound
«Space Bound» (с англ. — «Отправляющийся в космос») — песня американского рэпера Эминема и четвёртый сингл из его седьмого студийного альбома Recovery. Песня спродюсирована американским хип-хоп продюсером Джимом Джонсином. «Space Bound» использует семплы треков «Drive» от R.E.M. и «Song For Bob» Ника Кейва и Уоррена Эллиса. Основной лейтмотив песни — любовь, из-за которой Эминем буквально кончает жизнь самоубийством.
Музыкальный клип был снят в феврале 2011 года режиссёром Джозефом Каном с участием актрисы фильмов для взрослых Саши Грей. 24 июня 2011 года в магазине iTunes Store состоялся релиз клипа. В нём девушка обманывает своего парня, Эминема, что впоследствии перерастает в жестокий конфликт между героями. Видео показывает две стороны Эминема, одна из которых — спокойная и любит свою девушку, а другая — соответственно, агрессивна и не любит её. Клип был раскритикован из-за сцены, в которой Эминем от отчаяния стреляет себе в голову.

## Запись
Песня «Space Bound» была написана Эминемом вместе с композиторами и авторами песен Стивом Макьюэном и Джимом Джонсином. Помимо соавторства самой композиции, Джонсин также выступил в роли её главного продюсера, а Макьюэн исполнил припев и сыграл для неё гитарную партию. Песня была записана Робертом Марксом в студии Parkland Playhouse и Майком Стрэйнджем в студии Effigy Studious. Микширование было произведено Эминемом, Стрейнджем и Марксом.
Первоначальный вариант песни был записан Макьюэном и Джонсином в Нью-Йорке на iPhone и под гитару, а через три месяца был доработан до полноценной композиции в Майами. По совету своего менеджера, Джонсин отправил запись Эминему, но не надеялся, что тот решит включить её в альбом и тем более выпустить в виде сингла. Вопреки сомнениям композитора, Мэтерсу песня понравилась и он приступил к созданию собственной версии вместе с Джонсином в качестве продюсера. Изначальная концепция песни не изменилась, но Эминем захотел сделать свою собственную интерпретацию. Как рассказывает Джонсин: «Он сказал мне убрать куплеты […] и сделать трек более хип-хоповым». Джонсин так рассказал о теме припева в «Space Bound»: «Припев основан на погоне: парень, гонящийся за женщиной, которая сводит его с ума. Он любит её — она значит для него все. Я — космический корабль, нацеленный на её сердце, её сердце — это луна. Я лечу на всех парах». Этот припев служил ориентиром для Эминема при написании текста.

## Музыка и текст
«Space Bound» использует семплы из песен «Drive» от R.E.M. и «Song For Bob» Ника Кейва и Уоррена Эллиса. Гитарное соло сыграно Стивом Макьюэном, дополнительные клавишные — Дэнни Моррисом. Главная тема песни — любовь, которая настолько сводит главного героя с ума, что тот в итоге готов покончить жизнь самоубийством.
Автор книги о песнях Эминема Акамеа Дэдвилер в своём разборе «Space Bound» отмечает, что герой песни обнаруживает себя на «незнакомой территории», потому что испытывает тёплые чувства к женщине. Она пишет, что герой настолько влюблён, что когда объект его любви больше не отвечает ему взаимностью — это причиняет ему сильную боль, что в итоге приводит к трагической развязке: «ему настолько больно, что он прибегает к типичному для Эминема поведению и делает „ужасные вещи“ с ней <...> в конце он плачет и делает „ужасные вещи“ с собой».

## Критика
Песня получила смешанные отзывы от критиков. В крайне негативном отзыве альбома Recovery от Slant Magazine, М. Т. Ричардс описал трек «Space Bound» как нечто «уродливое» и «девчачье», критикуя «ужасную» лирику: «Эминем не может и никогда не мог разговаривать с женщинами, поэтому, когда он грозится задушить любого, кто бросает его, явный страх отталкивает от него всех». В своём обзоре альбома Recovery редактор AbsolutePunk Томас Нассифф заявил, что «Space Bound», вместе с остальными 5-ми песнями, были «просто наполнителями альбома» и «не заслуживают более чем однократного прослушивания». The Washington Post назвал песню «плохой копией „Stan“». Рецензент The A.V. Club похвалил песню, сказав, что «Space Bound» «убедительно раскручивает нити отношений», а критик Мэтью Крэггс отметил рост Маршалла как песенника именно в этой песне. Журнал «Complex» включил её в свой список лучших рэп-песен о космосе. В августе 2022 года песня вошла в сборник хитов Эминема Curtain Call 2.

## Видеоклип

### Разработка и релиз
Видеоклип для «Space Bound» был снят в течение трёх дней в феврале 2011 года в Лос-Анджелесе, Калифорния и был на стадии пост-продакшена на протяжении более чем пяти месяцев. Клип режиссировал Джозеф Кан, также известный как режиссёр клипов для таких хитов, как «Without Me», «We Made You» и «Love The Way You Lie». Были вложены фотографии со съёмок клипа, также произошла утечка низкокачественных сниппетов тогда ещё незавершенного клипа. Большая часть его была снята в придорожном кафе. 18 июня 2011 года в своём Твиттере Кан опубликовал сообщение о том, что видеоклип «Space Bound» наконец-то завершён и в скором времени выйдет в сеть, а через некоторое время вышло сообщение: «When you see Space Bound, look for the uncensored version. You’ll ruin it for yourself if you don’t» (с англ. — «Когда вы увидите «Space Bound», посмотрите также неотцензуренную версию. Если вы этого не сделаете, то многое потеряете»), подталкивая людей к просмотру версии без цензуры. Саша Грей рассказала некоторые подробности её игры в клипе: «Перед каждым кадром, Джозеф и я могли подолгу обсуждать мотивы и взгляды моего персонажа. Её момент не наступал до самого конца, так что у меня было много времени, чтобы начать бояться!» Полная версия видеоклипа была выпущена 24 июня 2011 года в 17 часов по во восточному времени в магазине iTunes.

### Сюжет

Самая спорная сцена в клипе — отчаянный суицид Эминема почти в самом конце видео

Клип начинается с того, что Эминем идёт по дороге поздней ночью. Его девушка (Саша Грей) подбирает его на автомобиле. Показывается две версии Эминема: первая сидит в одиночестве на заднем сидении, расстроенная, параноидальная  и «оскорбляющая Сашу», вторая — спокойно сидит рядом с Грей на переднем. Саша закуривает сигарету. Альтернативный Эминем исчезает, и пара останавливается в мотеле-закусочной.
Как только Эминем входит в закусочную, его личность снова разделяется на две: настоящий Эминем садится с девушкой за столик, в то время как другой — за барную стойку. Саша достает свой мобильный телефон и отправляет кому-то текстовое сообщение, а затем уходит в уборную. Воспользовавшись этим, Эминем из любопытства достает её телефон, чтобы разузнать, что та в нём делала. Увиденное смущает его. Как только Саша возвращается, он быстро укладывает телефон обратно в сумочку. Тем временем, «другой» Эминем читает рэп за барной стойкой.
Пара отправляется в комнату мотеля. Раздаётся стук в дверь, по открытию который Эминем никого не обнаруживает. Он вспоминает телефон Саши, где показывается «неизвестный абонент» и пистолет в её же автомобиле, вместе с зажигалкой и сигаретой. Затем он предпринимает попытку задушить свою девушку, которая внезапно исчезает, оставляя Эминема наедине с собой. В отчаянии он подбирает пистолет Саши и стреляет себе в челюсть. Самоубийство также затрагивает и «другого» Эминема, который до сих пор в придорожной столовой. Далее видео перематывается от момента самоубийства Эминема до похода пары в кафе. Начальная сцена повторяется, Саша снова подбирает Эминема на автомобиле. Пара уезжает в туман.

### Концепция
Я не знаю, есть ли в этом глубокий смысл, но мне кажется, клип показывает, что даже самая сильная любовь в определённый момент столкнётся с разрушением. Выйдите ли вы из этого вместе и живыми или нет — это уже другой вопрос.
Саша Грей объяснила MTV свою интерпретацию клипа, говоря, что Эминем пытался изобразить суровые реалии отношений, что даже самые сильные из них могут мгновенно разрушиться. «Эминем просто стал компанией для своей подруги, а она ошибочно попыталась извлечь выгоду из этого». Она также сказала, что клип можно интерпретировать «совершенно по-разному». Грей посчитала, что альтернативным Эминемом, который появляется в автомобиле, было его подсознание.
Джонсин объяснил, что происходит в клипе «Space Bound». Он также добавил, что зрители пересматривают его несколько раз, чтобы понять концепцию и выделить собственную мораль. Джонсин назвал клип «хитрым», говоря о том, что смысл его не очевиден и легко выделяем, и чтобы понять его, нужно пересмотреть клип несколько раз. Также Джонсин поделился своими мыслями насчёт двух эго Эминема в клипе: «Он напомнил мне клип Аланис Мориссетт „Ironic“, где в автомобиле героиня встретила себя и двух своих эго… Я думаю, это был он, живущий здесь и сейчас и он, живущий как человек, который является свидетелем жизни первого и способный сделать другой выбор, чтобы избежать его судьбы. Возможно, он сделал бы другой выбор, так что он наблюдает сам за собой».

### Критика
Клип стал объектом споров из-за сцены суицида Эминема и использование оружия для этой цели. О спорах вокруг неё высказался Джонсин: «Каких только вещей постоянно не происходит в фильмах… Когда мои дети смотрят подобные сцены, я объясняю им в такой манере: „Это же фильм, не так ли? Он не по-настоящему убивает себя“». Клип подвергся резкой критике со стороны активистов по борьбе с насилием Великобритании. «Мамы Против Насилия», рассказали British Daily Mirror: «Все эти видео создаются только ради денег. Эминем не задумывается о пострадавших от пропаганды насилия семьях». В свою очередь, клип был положительно оценён фанатами в первую очередь за свою натуральность и реалистичность. Перед премьерным показом на ТВ Кэтлин Перриконе из New York Daily News высказалась о цензурировании клипа: «Несмотря на жёсткий характер клипа, такие музыкальные каналы как „MTV“ и „BET“ ещё не запретили его, или даже не выпустили его». Джон Гроссберг из E! News выразил своё мнение о изображении суицида в ролике: «Это же клип Эминема, так что все в порядке».
Критики отметили сходство клипа «Space Bound» с другим клипом, срежиссированным Джозефом Каном — «Love The Way You Lie», в котором пара так же была сыграна актёрами. Эйприл Чиеффо из The Celebrity Cafe сказал: «Клип затрагивает тему насилия между близкими людьми, как и в „Love The Way You Lie“, но в этот раз были смертельные исходы». Роб Баркман также высказался насчёт сцены самоубийства: «На протяжении всего клипа Эминем ходит за Грей как потерянный щенок. Вся драма разворачивается тогда, когда они входят в комнату мотеля».

## Участники записи
Запись
- Записано в: Effigy Studios в Ферндейле, Мичиган; Parkland Playhouse в Парклэнде, Флорида.

Участники записи
- Эминем — текст, микширование
- Стив Макьюэн — текст, гитара, дополнительный вокал припева
- Джим Джонсин — текст, продюсирование, программирование, клавишные
- Майк Стрэйндж — запись, микширование
- Джо Стрэйндж — запись
- Роб Маркс — запись, микширование
- Джэйсон Уилки — звукорежиссер
- Мэтт Хабер — звукорежиссер
- Дэнни Моррис — дополнительные клавишные

Авторы приведены из цифрового буклета альбома Recovery.

## Список композиций
| №  | Название                       | Автор(ы)                          | Продюсер     | Длительность |
| -- | ------------------------------ | --------------------------------- | ------------ | ------------ |
| 1. | «Space Bound» (Single Version) | М. Мэтерс, Дж. Шеффер, С. Макьюэн | Джим Джонсин | 4:38         |
| 2. | «Space Bound» (Remix)          | М. Мэтерс, Дж. Шеффер, С. Макьюэн |              | 4:39         |
| 3. | «Space Bound» (Acapella)       | М. Мэтерс, Дж. Шеффер, С. Макьюэн |              | 3:46         |
| 4. | «Space Bound» (Instrumental)   |                                   | Джим Джонсин | 4:22         |

## Чарты
| Чарт (2011)                                     | Высшая позиция |
| ----------------------------------------------- | -------------- |
| Австралия (ARIA)                                | 51             |
| Бельгия (Ultratop Flanders)                     | 17             |
| Ирландия (IRMA)                                 | 31             |
| Польша (Polish Airplay New)                     | 5              |
| Румыния (Romanian Top 100)                      | 65             |
| Шотландия (OCC Scotland)                        | 34             |
| Великобритания (OCC UK Hip Hop/R&B)             | 10             |
| Великобритания (OCC UK Singles)                 | 34             |
| США (Bubbling Under Hot 100 Singles, Billboard) | 19             |

## Сертификации
| Регион                                                                      | Сертификация  | Продажи   |
| --------------------------------------------------------------------------- | ------------- | --------- |
| Великобритания (BPI)                                                        | Золотой       | 400 000   |
| США (RIAA)                                                                  | 2× Платиновый | 2 000 000 |
| Данные о продажах + прослушиваниях приведены только на основе сертификации. |               |           |